# 英國鐵路67型柴油機車
67 型机车是一種Bo-Bo内燃机车，由阿尔斯通在 1999 年至 2000 年间在西班牙瓦伦西亚为英国威尔士和苏格兰铁路(EWS) 制造，驱动部件（发动机、发电机和牵引电机 ) 則来自通用汽车的易安迪。
EMD 对这种机车类型的名称是 JT42HW-HS。 